# UK Kings Prague
UK Kings Prague (celým názvem: Univerzita Karlova Kings Prague) je klub ledního hokeje z Česka, sídlící ve hlavním městě Praha. Založen byl v roce 2019 pod názvem UK Hockey Prague. Od sezony 2019/2020 nastupuje v Univerzitní hokejové lize, která se hraje pouze na území České republiky.

## Historie

### Předchůdce
UK Kings Prague nejsou prvním hokejovým týmem hájícím barvy Univerzity Karlovy. Univerzitu totiž již od sezóny 2013/14 reprezentoval klub UK Praha. Tento tým mezi lety 2013–2023 působil v Evropské univerzitní hokejové lize, jejíž historicky první 4 sezóny dokázal opanovat. Další trofej však klub nepřidal, jeho nejlepším umístěním od sezóny 2016/17 byla prohra ve finále ročníku 2021/22 a bronzová medaile z turnaje European University Championship, kterou tým získal v sezóně 2017/18. Po sezóně 2022/23 klub ukončil svoji činnost.

### Historie UK Kings Prague
U příležitosti vzniku české Univerzitní ligy ledního hokeje byl před sezónou 2019/20 na Univerzitě Karlově založen tým UK Hockey Prague.
První utkání v rámci ULLH odehráli hráči UK proti městskému rivalu Engineers Prague, v zápase podlehli 1:7.
Svůj první titul získal klub v ročníku 2021/22, když v rozhodujícím 3. finále hráči UK porazili Akademiky Plzeň 5:4 po prodloužení.
Na zlaté medaile se týmu hned v následujícím ročníku navázat nepodařilo, v semifinále sezóny 2022/23 totiž podlehl ČVUT Engineers Prague 2:3 na zápasy.
Do sezóny 2023/24 klub vstoupil s novým jménem UK Kings Prague. Stejně jako v předchozí sezóně tým play-off zahajoval ze 4. místa po základní části, ve vyřazovacích bojích byl však o poznání úspěšnější. UK Kings i ve svém druhém finále v ULLH přehráli Akademiky a získali svúj druhý titul.
Před sezónou 2024/25 tým po 5 letech opustil hlavní trenér Aleš Hybner. Nahradil ho jeho dosavadní asistent Dominik Havelka.

## Historické názvy
- 2019 – 2023 UK Hockey Prague (Univerzita Karlova Hockey Prague)
- 2023 – UK Kings Prague (Univerzita Karlova Kings Prague)

## Stadion
UK Kings Prague odehrává své domácí zápasy v hale Škoda Icerink s neznámou kapacitou. Vybrané domácí utkání hraje na Zimním stadionu Eden.

## Statistiky

### Přehled ligové účasti

#### Stručný přehled
- 2019– : ULLH

#### Jednotlivé ročníky
| Česko (2019–) |        |                                         |                                         |                                                      |                                         |                                         |
| Ročník        | Soutěž | PK                                      | ZČ                                      | Play-off                                             | Cel. um.                                | Pozn.                                   |
| 2019/2020     | ULLH   | 8                                       | 5.                                      | play-off zrušeno kvůli pandemii covidu-19            |                                         |                                         |
| 2020/2021     | ULLH   | sezóna zrušena kvůli pandemii covidu-19 | sezóna zrušena kvůli pandemii covidu-19 | sezóna zrušena kvůli pandemii covidu-19              | sezóna zrušena kvůli pandemii covidu-19 | sezóna zrušena kvůli pandemii covidu-19 |
| 2021/2022     | ULLH   | 10                                      | 1.                                      | Finále (výhra 2:1 na zápasy s Akademici Plzeň)       | 1.                                      |                                         |
| 2022/2023     | ULLH   | 10                                      | 3.                                      | Semifinále (prohra 2:3 na zápasy s Engineers Prague) | 3.                                      |                                         |
| 2023/2024     | ULLH   | 9                                       | 4.                                      | Finále (výhra 3:0 na zápasy s ZČU Akademici Plzeň)   | 1.                                      |                                         |
| 2024/2025     | ULLH   | 12                                      | 3.                                      | Finále (výhra 2:1 na zápasy s Black Dogs Budweis)    | 1.                                      |                                         |

### Přehled kapitánů a trenérů v jednotlivých sezónách
| Sezóna    | Soutěž | Kapitán         | Trenéři         | Soupiska           |
| --------- | ------ | --------------- | --------------- | ------------------ |
| 2019/2020 | ULLH   | Michael Klinger | Aleš Hybner     | Soupiska 2019/2020 |
| 2020/2021 | ULLH   | Michael Klinger | Aleš Hybner     | Soupiska 2020/2021 |
| 2021/2022 | ULLH   | Michael Klinger | Aleš Hybner     | Soupiska 2021/2022 |
| 2022/2023 | ULLH   |                 | Aleš Hybner     | Soupiska 2022/2023 |
| 2023/2024 | ULLH   | Filip Čmejla    | Aleš Hybner     | Soupiska 2023/2024 |
| 2024/2025 | ULLH   | David Volf      | Dominik Havelka | Soupiska 2024/2025 |

### Nejlepší střelec, Nejlepší nahrávač
| Ročník    | Soutěž | Branky ZČ                                     | Nahrávky ZČ             | Body ZČ                 |
| --------- | ------ | --------------------------------------------- | ----------------------- | ----------------------- |
| 2019/2020 | ULLH   | Milan Piovarči 7                              | Daniel Arnošt 10        | Daniel Arnošt 16        |
| 2020/2021 | ULLH   | Daniel Svoboda, Oliver Glitta, Filip Čmejla 1 | Marek Duben 2           | Marek Duben 2           |
| 2021/2022 | ULLH   | Viktor Martínek 12                            | Viktor Martínek 16      | Viktor Martínek 28      |
| 2022/2023 | ULLH   | David Jindra 12                               | David Jindra 17         | David Jindra 29         |
| 2023/2024 | ULLH   | David Jindra 8                                | Daniel Piskač 11        | David Jindra 18         |
| 2024/2025 | ULLH   | Samuel Neo Kucharčík 14                       | Samuel Neo Kucharčík 18 | Samuel Neo Kucharčík 32 |